# 建四
建四，又名BD-19 5379，HD 180540、SAO 162413、HR 7304、人馬座43、人馬座d，是人馬座的一颗恒星，视星等为4.96，位于銀經18.61，銀緯-14.13，其B1900.0坐标为赤經19h 11m 47s，赤緯-19° -14.13′ 51″。